# Krajinski park Strunjan
Krajinski park Strunjan obsega večji del Strunjanskega polotoka, ki predstavlja značilen vzorec flišne pokrajine obalnega območja, s pripadajočim morskim akvatorijem.
Njegove posebnosti in vrednote so razloženi tip poselitve, kulturne terase, soline (etnološki in tehnični spomenik) ter sedem domačij (etnološki spomenik). Spomenika oblikovane narave sta park ob Vili Tartini ter dvostranski drevored pinij ob magistralni cesti.
Naravovarstveno so zanimivi predvsem laguna Stjuža, Strunjanske soline in severna stran polotoka. Laguna in soline so stičišče morskega in kopnega vodnega okolja s specifičnimi ekološkimi razmerami, ki pogojujejo posebej prilagojene življenjske oblike. Zaradi svojih geoloških in geomorfoloških značilnosti, velike biotske pestrosti so izjemnega pomena z vidika varovanja naše naravne dediščine. Obalno območje od Simonovega zaliva do Strunjana je najdaljši neprekinjen del naravne obale v Tržaškem zalivu.
V Krajinskem parku Strunjan se konča slovenski del evropske pešpoti E-6 (Ciglarjeva pot).

## Zavarovana območja znotraj parka

### Naravni rezervat Strunjan
Obsega severno obrežje Strunjanskega polotoka s pripadajočim 200 metrskim pasom morja. Površina celotnega rezervata je 160 ha, Strunjanski klif z morskim akvatorijem in neposrednim zaledjem.

### Naravni rezervat Stjuža
Stjuža je edina laguna na slovenski obali Istre. Nekoč je bil to odprt morski zaliv, pred več kot 200 leti so med morjem in zalivom zgradili nasip. Danes je laguna povezana z morjem le preko kanala. Ime Stjuža izvira iz italijanske besede chiusa - zaprta. Laguna je zelo plitva. Na gibanje vode vplivata plima in oseka, ni pa valov in morskih tokov. V Stjuži so nekoč gojili ribe, ribogojstvo so opustili že v tridesetih letih 20. stoletja. Na splošno so vse morske lagune na severnem delu Jadranskega morja bile že od nekdaj znane po številnih vrstah ptic in gojenju rib. V blatnih rovih dna lagune živi do 5 cm velik rak imenovan škardobola (znanstveno ime Upogebia prusilla), ribiči te rake lovijo za vabe pri ribolovu na različne vrste bele ribe. Dno lagune prekriva travnik kolenčaste cimodoceje in prave ter male morske trave. Podvodni travnik je bogat z različnimi vrst rakov, mehkužcev, rib in drugih živali. Laguna je sestavni del Krajinskega parka Strunjan, v katerega sodijo tudi Strunjanske soline.

### Pinjev drevored
Ob glavni cesti G2-111 (Izola-Sečovlje) stoji drevored pinij. 
Drevored je star okoli osemdeset ali morda celo devetdeset let, začne se malo pred odcepom na lokalno cesto v Strunjan. Zasajen je bil med letoma 1920 in 1930. S svojimi sto šestnajstimi drevesi je najbolje ohranjen drevored pinij v celotni Sloveniji (z njim se lahko primerja le še nekoliko krajši drevored v Izoli). Strunjanski drevored je zaščiten in ima status naravnega spomenika. V Strunjanu pa je še en drevored pinij. V devetdesetih letih 20. stoletja so v takratnem zdravilišču (sedaj Talaso Strunjan) sprejeli odločitev, da se ob Stjuži od plaže do glavne ceste zasadijo pinije. Tako je nastal kilometer in pol dolg drevored s sto šestimi pinijami, ob morski laguni Stjuža.

## Galerija
- Strunjanski klif nad Mesečevim zalivom
- Eden izmed manjših klifov
- Spominski križ na vrhu griča Ronek
- Laguna Stjuža
- Oznaka evropske pešpoti E6
- Proizvodnja soli na Strunjanskih solinah poteka na tradicionalni ročni način